# Уват (Тюменская область)
Ува́т — село в Тюменской области, административный центр Уватского района. Административный центр и единственный населённый пункт Уватского сельского поселения.

## География
Село расположено на левом берегу Иртыша, в 116 км северо-восточнее города Тобольск.

## История
Село Уват известно с XVII века. Наименование села происходит от хант. оват — «мыс». С момента основания и до 1923 года село носил название Уватское. После постановлений ВЦИК от 3 и 12 ноября 1923 года село было переименовано в Уват.

## Население
| 1959  | 1970  | 1979  | 1989  | 2002  | 2010  | 2012  |
| ----- | ----- | ----- | ----- | ----- | ----- | ----- |
| 2984  | ↗3780 | ↗3958 | ↗4039 | ↗4610 | ↗4964 | ↗4997 |
| 2013  | 2014  | 2015  | 2016  | 2017  | 2018  | 2019  |
| ↗5005 | ↗5016 | ↘4997 | ↗5002 | ↗5031 | ↗5084 | ↘5083 |
| 2020  | 2021  |       |       |       |       |       |
| ↗5148 | ↘5142 |       |       |       |       |       |

## Инфраструктура
В селе действуют общеобразовательная средняя школа, краеведческий музей «Легенды седого Иртыша» и его филиал — «А. И. Тихонов — легенда мирового биатлона», стадион «Атлант», памятник «Память Георгию», парашютный клуб и биатлонный центр им. А. И. Тихонова, на котором ежегодно проводится открытый чемпионат России по биатлону.
У здания районной администрации установлен памятник самолёту Як-40, который предполагалось, но не получилось, использовать в районе для грузовых и пассажирских перевозок. Ранее был поставлен памятник вертолету Ка-26, с которого началось освоение нефтяных запасов этого края.